# محوطه جیر ارژنگ
محوطه جیر ارژنگ مربوط به سده‌های اولیه دوران‌های تاریخی پس از اسلام است و در شهرستان طالقان، روستای میناوند واقع شده و این اثر در تاریخ ۱۲ بهمن ۱۳۸۱ با شمارهٔ ثبت ۷۰۶۶ به‌عنوان یکی از آثار ملی ایران به ثبت رسیده است.